# Ramin Djawadi
Ramin Djawadi (persky رامین جوادی‎, * 19. července 1974 Duisburg) je německo-íránský hudební skladatel. Je znám pro svou hudební tvorbu k filmu Iron Man a seriálu Hra o trůny stanice HBO. Složil hudbu také k několika dalším filmům a seriálům, z filmů jmenovitě Souboj Titánů, Warcraft: První střet, Pacific Rim: Útok na Zemi, V pasti času a Eternals a ze seriálů Útěk z vězení, Lovci zločinců, Westworld a Jack Ryan. Mimo jiné pracoval na hudbě k videohrám, jako je Medal of Honor, Gears of War 4 a Gears 5.

## Životopis
Djawadi se narodil ve městě Duisburg v Západním Německu do rodiny íránského otce a německé matky. Navštěvoval místní Kruppovo gymnázium a studoval ve Spojených státech na vysoké škole Berklee College of Music.

## Kariéra
Po vystudování vysoké školy Berklee College of Music v roce 1998 se o Djawadiho začal zajímat skladatel filmové hudby Hans Zimmer, jenž jej najal do společnosti Remote Control Productions. Djawadi se přestěhoval do Los Angeles a pracoval jako asistent pro hudebního skladatele Klause Badelta. Tam pomáhal s tvorbou hudby a aranžmá Badeltových a Zimmerových filmů, jako jsou Piráti z Karibiku: Prokletí Černé perly, Stroj času a na Oscara nominovaný Lepší pozdě nežli později. Spolusložil hudbu ke hře System Shock 2 (1999). V roce 2003 složil společně s Badeltem hudbu k filmu Tamtamy ticha.
V roce 2011 byl vybrán, aby složil hudbu k fantasy seriálu Hra o trůny stanice HBO. V průběhu vysílání seriálu získal řadu ocenění a uznání, a to například cenu Emmy pro nejlepší hudební kompozici v seriálu v září 2018 za epizodu „Drak a Vlk“. Za svou práci na sedmé řadě byl nominován na cenu Grammy za nejlepší soundtrack pro vizuální médium. Jednalo se o jeho druhou nominaci v této kategorii, poprvé v ní byl nominován v roce 2009 za film Iron Man. Od roku 2011 pracoval také na hudbě kriminálního seriálu Lovci zločinců stanice CBS.
V roce 2013 složil Djawadi hudbu ke sci-fi filmu Pacific Rim: Útok na Zemi a o rok později k upírskému dramatu Agresivní virus z produkce stanice FX, který vytvořil režisér filmu Pacific Rim Guillermo del Toro.
V roce 2016 složil Djawadi hudbu k fantasy filmu Warcraft: První střet a k sci-fi seriálu Westworld od HBO. V témže roce byl najat, aby se postaral o hudbu ke snímku Velká čínská zeď.
Djawadi složil hudbu k animovanému filmu Psí veličenstvo z roku 2019 od režiséra Bena Stassena. Stal se také jedním z autorů textu písně „Hollow Crown“ z alba For the Throne: Music Inspired by the HBO Series Game of Thrones. Za epizodu „Dlouhá noc“ seriálu Hra o trůny obdržel v roce 2019 svou druhou cenu Emmy. Za svou práci na osmé řadě seriálu byl potřetí v řadě nominován na cenu Grammy v kategorii nejlepšího soundtracku pro vizuální médium.

## Osobní život
Djawadi je ženatý s Jennifer Hawks, která je hudební výkonnou producentkou ve filmovém průmyslu. Mají spolu dvojčata. Djawadi řekl, se u něj projevuje stav známý jako synestezie, při kterém může „spojovat barvy s hudbou a naopak“, což mu umožňuje si danou hudbu představit.

## Práce

### Film
| Rok  | Název          | Režie           | Zdroje |
| ---- | -------------- | --------------- | ------ |
| 2020 | Elephant       | Mark Linfield   | [ 25 ] |
| 2021 | Reminiscence   | Lisa Joy        | [ 26 ] |
| 2021 | Eternals       | Chloé Zhaová    | [ 27 ] |
| 2021 | The Ravine     | Keoni Waxman    | [ 28 ] |
| 2022 | Uncharted      | Ruben Fleischer | [ 29 ] |
| 2022 | Metaloví lordi | Peter Sollett   | [ 30 ] |
| 2022 | Muž z Toronta  | Patrick Hughes  | [ 31 ] |

### Televize
| Rok             | Název                | Díl           | Zdroje |
| --------------- | -------------------- | ------------- | ------ |
| 2004            | The Grid             | 6             |        |
| 2005            | Threshold            | „Revelations“ |        |
| 2005–2009, 2017 | Útěk z vězení        | 90            | [ 32 ] |
| 2006            | Blade                | 13            |        |
| 2009–2010       | Záblesk budoucnosti  | 22            |        |
| 2011–2012       | Lovci lebek          | 23            |        |
| 2011–2019       | Hra o trůny          | 73            | [ 10 ] |
| 2011–2016       | Lovci zločinců       | 103           | [ 14 ] |
| 2014–2017       | Agresivní virus      | 46            | [ 15 ] |
| 2016–dosud      | Westworld            | 28            | [ 17 ] |
| 2018–dosud      | Jack Ryan            | 16            | [ 33 ] |
| 2020–dosud      | Neuvěřitelné příběhy | „The Heat“    |        |
| 2022            | Rod draka            | 10            | [ 34 ] |

### Videohry
| Rok  | Název                      | Vývojář                                      | Poznámky                                                                                                 | Zdroje        |
| ---- | -------------------------- | -------------------------------------------- | --- | ------------- |
| 1999 | System Shock 2             | Irrational Games a Looking Glass Studios     | Společně s Joshem Randallem a Ericem Brosiem V titulcích jako zvukový technik                            |               |
| 2000 | Thief II                   | Looking Glass Studios                        | Společně s Ericem Brosiem V titulcích jako zvukový technik                                               |               |
| 2010 | Medal of Honor             | Danger Close Games a EA Digital Illusions CE | | [ 35 ]        |
| 2011 | Shift 2: Unleashed         | Slightly Mad Studios                         | Společně s Heavy Melody Music, Troelsem Folmannem, Stephenem Baystedem, Mickem Gordonem a Mikem Reaganem |               |
| 2012 | Medal of Honor: Warfighter | Danger Close Games                           | | [ 36 ]        |
| 2016 | Game of Thrones            | Telltale Games                               | Dodatečná hudba Hudbu složil Jared Emerson-Johnson                                                       |               |
| 2016 | Gears of War 4             | The Coalition                                | Dodatečná hudba od Brandona Campbella                                                                    | [ 37 ] [ 38 ] |
| 2019 | Gears 5                    | The Coalition                                | Dodatečná hudba od Brandona Campbella                                                                    | [ 38 ] [ 39 ] |
| 2021 | New World                  | Amazon Games                                 | Společně s Brandonem Campbellem                                                                          | [ 38 ] [ 39 ] |
| 2022 | The Diofield Chronicle     | Square Enix a Lancarse                       | Společně s Brandonem Campbellem                                                                          | [ 40 ] [ 39 ] |